# Freizeitsoziologie
Die Freizeitsoziologie (oder Soziologie der Freizeit) ist eine spezielle Soziologie und Teildisziplin der Zeitsoziologie. Sie analysiert den Umgang mit persönlich frei gestaltbarer Zeit.

## Entwicklung der Freizeitsoziologie
Bis Mitte des 20. Jahrhunderts wurde Freizeit von der Soziologie nicht als gesonderte Erscheinung beachtet und untersucht. Erst in den Jahren nach 1950 rückte Freizeit ins Blickfeld, weil neue Fragen gestellt wurden: Wie verbringen Kinder, Jugendliche oder Alte ihre freie Zeit? Entstehen aus Langeweile und nicht sinnvoller Tätigkeit soziale Probleme? Jugendproteste wurden auf ein Zuviel an Freizeit zurückgeführt wie auch der vermeintliche „Pensionierungsschock“ der Alten. Diese Themenstellung änderte sich nach 1960, als der Freizeitanteil in der Bevölkerung größer wurde. In dieser Phase orientierte sich die Freizeitsoziologie an der Entgegensetzung von Freizeit und Arbeit. Als sich im letzten Drittel der Charakter der Arbeit grundlegend verändert hatte und Erwerbsarbeit einen immer geringeren Anteil der menschlichen Lebensspanne ausmachte und für immer weniger Menschen zugänglich wurde, orientierte sich die Freizeitsoziologie nicht mehr an der Dualität von Arbeit und Freizeit, sondern wurde Bestandteil der Zeitsoziologie.